# Punxabudell
El Punxabudell (o Puig-Agudell) és una muntanya de 398 metres que es troba al municipi de Castellgalí, a la comarca catalana del Bages. No gaire lluny d'aquest cim hi ha la Riera de Castellet i la Vall d'Artigues, i prop de la base trobem les Tines del Flequer i la masia de Can Flaquer de la Vall.
Es tracta d'una muntanya sense cap camí destacable que dugui al cim. Tot i això passen diverses pistes forestals pel seu voltant. Es troba coberta d'arbres en la seva totalitat, majoritàriament de pins i sotabosc mediterrani.